# Orthoskopisch
Als orthoskopisch werden Linsensysteme (insbesondere Okulare) bezeichnet, die störende Verzeichnungen durch optische Kompensation verringern. Dabei kombiniert man unterschiedlich dicke bzw. gekrümmte Linsen.
Am bekanntesten ist das orthoskopische Okular, das Ernst Abbe um 1870 für hochqualitative Zeiss-Mikroskope entwickelte. Es besteht aus einer verkitteten Dreierlinse und augenseits einer Plankonvex-Linse. Heute wird es auch in vielen Teleskopen verwendet.
Doch ist nicht immer eine völlig verzerrungsfreie Optik erwünscht, weil der Beobachter sonst beim Verschwenken des Fernrohrs einen störenden Globuseffekt wahrnimmt. Visuell eingesetzte Okulare erhalten daher oft eine leicht kissenförmige Verzeichnung.
Als Orthoskop wird hingegen ein lichtstarkes Landschaftsobjektiv bezeichnet, das auf Entwicklungen des Wiener Optikers Josef Petzval (um 1840) zurückgeht.
Siehe auch: Aplanat